# ばんばひろふみ!ラジオ・DE・しょー!
ばんばひろふみ!ラジオ・DE・しょー!（-らじお・で・しょー）は、毎週水曜日10:00-13:00にラジオ関西で放送されている番組である。2004年4月2日にスタートした。
2013年11月1日の放送で500回を迎え、前身の2番組（下記参照）時代から数えると放送回数は、同日の放送で通算967回、放送も19年目に突入している、ラジオ関西の中で聴取率の取れる人気長寿番組である。2024年3月27日に終了することを1月31日のエンディングでばんばの口から語られ、土曜日の番組から通算29年に幕を閉じることになった。

## 出演者
- メインパーソナリティ（MC） ばんばひろふみ（愛称「バンバン」）（但し皆勤ではない。毎年必ずどこかで1回以上休みを取ることでお馴染み。2007年は年明けに休みを取ったものの、夏休みはとらず。）
- アシスタント 増井孝子（愛称「おたか」）（但し皆勤ではない。杉田二郎が代打で登場した回に、午後の部の途中で帰ったことがある。）
- パートナー 露の吉次（愛称「吉次」、「きっちゃん」）
- 浜田善輝（ラジオ関西報道デスク・ばんばん侍コーナーコメンテーター・ほぼ隔週で西谷文和と交互に出演）
- 西谷文和（フリージャーナリスト・ばんばん侍コーナーコメンテーター・ほぼ隔週で浜田善輝と交互に出演）
- ニュース担当 国広正夫（2008年4月4日～）

### 過去の出演者
- 中継・遊YOUあかし担当 中野綾子（愛称「あやぼ」、「あやぼう」、「あやぼん」、2006年4月7日から午前のオープニングと中継コーナー、午前のエンディングに登場。それまでは「遊YOUあかし」のコーナーのみの出演、また2006年3月までは5年間スタッフとして裏方の仕事をしていたらしい、但しタイムテーブル上は表示なし。）
- 午前のパートナー・中継担当 秋野こぎく（愛称「こぎくちゃん」、「こぎく先生」、2006年3月までは、ラジオ関西発行の提供クレジット入りタイムテーブルには、なぜかこぎくの表示がなかった）

吉次とこぎくは2007年9月28日までは通常午前のみの出演だったが、公開放送など特別企画の場合は午後も出演していた。特に吉次は午後に予定がないときなどに、無理矢理出演する事があった。本業の仕事を専念するために番組を卒業。（～2009年3月）
- 夕方のパートナー 林真一郎（愛称「キャス」、「ハヤキャス」(この愛称は林の出演第一回にバンバンが勝手に命名)、2006年4月7日から2007年9月28日までの登場）
- 夕方のニュース解説 浜田善輝（2007年4月6日から2007年9月28日）
- ニュース担当 岩崎和夫（15時台以降、2006年4月7日から2007年9月28日）
- ニュース担当 高塚恵子（番組スタート時～2008年3月28日まで、2007年9月28日までは14時台まで担当）
- パートナー 天宮遥（「ベストセラーを読む」コーナー担当）（2009年4月-2019年3月）

## スタッフ
- プロデューサー 森下悦伸

## タイトルについて
- ラジオ関西のワイド番組にはサブタイトルがついていることが多い。この番組には「金曜スーパーRADIO」という冠がついている。しかし番組の中でこのサブタイトルが使用、また披露されたことは一度もない。
- 「ばんばひろふみ!ラジオ・DE・しょー!」・「FRIDAY BAN BAN RADIO.DE.SHOW!」・「ばんばひろふみ・ラジオ・DE・SHOW!」等とさまざまな表記がなされているが、番組の公式HP上も未だに統一がなされていない。
- 2006年4月7日の放送から2007年9月28日までは夕方の部が設置され、「ばんばひろふみ!ニュース・DE・しょー!」という冠がついていた。

## 放送時間
- 2004年4月2日 - 2006年3月31日：毎週金曜日8:00 - 15:40（7時間40分、105回）
- 2006年4月7日 - 2007年9月28日：毎週金曜日9:00 - 17:30（8時間30分、78回）
- 2007年10月5日 - 2010年9月30日：毎週金曜日9:00 - 11:50（2時間50分、184回目 - ）
- 2010年10月8日 - 2015年3月27日：毎週金曜日9:00 - 11:45（2時間45分）
- 2015年4月1日 - 2018年10月31日：毎週水曜日10:00 - 15:00（4時間10分）「こちら、海の見える放送局」水曜日担当（※11:45 - 12:35は別番組のため）
- 2018年11月7日 - 2019年3月27日：毎週水曜日10:00 - 15:00（4時間25分）「こちら、海の見える放送局」水曜日担当（※12:00 - 12:35は別番組のため）
- 2019年4月3日 -：毎週水曜日10:00 - 13:00（3時間）「こちら、海の見える放送局」水曜日担当

### 放送時間の変遷・解説
- 番組開始当初は8:00～15:40（約7時間40分、2004年4月2日～2006年3月31日までの105回、しかし厳密には8時の時報の前にオープニングクイズがあったので、7:59.45～15:38.59まで。）
  - 2006年9月1日の放送は「防災の日スペシャル、地震列島・日本!!大震災への備え～あなたにできること、ラジオにできること～」（毎年9月1日に放送される文化放送発の全国ネット番組）を放送したため、午前の部の放送は10時57分50秒まで。その際に「お昼は帰ってくるかどうかわかりません、また来週!!」と午前のオープニングで話をしていたが、午後以降は通常通り放送された。
- 2006年4月7日～2007年9月28日までの8時間半という放送時間は、放送されている関西地区のAMラジオ番組の中では、最も長い部類に入っていた(現在の日本のAMラジオ番組の最長放送時間を誇るのはSTVラジオのウイークエンドバラエティ 日高晤郎ショーの9時間である)。
- 2007年秋の番組改編により、2007年10月5日より、放送時間が9:00～11:50(2時間50分)に短縮された。ばんばん曰く「原点に返る。」との事。
- 2007年9月までは豊岡放送局では15時台を中断して独自番組『アイラブたじま』を放送していた。なお2007年3月までは「成田珈琲-」コーナー放送中にもかかわらず音声を切り替えて（フェードアウトではない）独自番組を開始していた。
- 2010年秋の番組改編により、森脇健児の遊・わーく・ウィークリーの金曜日の放送時間が5分拡大したため、10月8日より、放送時間が9:00～11:45(2時間45分)に短縮された。
- 遊・わーく・ウィークリーが2018年10月31日限りで終了したため、翌週の11月7日の放送からは午前の部が12:00までに拡大。

## タイムテーブル
以下のタイムテーブルは2009年12月現在の状況。放送時間はおおよその目安。※がついたコーナーは、現在のラジオ関西発行の公式タイムテーブルの都合上、表示がない（大口のスポンサーがついていないなどのため）。
- 9:00 オープニングクイズ※・オープニング※
- 9:04 ラジオ関西ニュース※
- 9:09 ラジオ関西天気情報※
- 9:12 バンバン今週の出来事※
- 9:30 快適生活ラジオインフォメーション※
- 9:35 ラジオ関西交通情報（提供:みなと銀行）
- 9:37 姫路市からのお知らせ
- 9:40 露の吉次プレゼンツ！五郎への道※
- 9:47 もういくつ寝るとクリスマス
- 9:52 フリースペース※
- 10:00 ラジオ関西ニュース＆天気情報（提供:ヤマトヤシキ）
- 10:05 ジャパネットたかたラジオショッピング（祝日、年始は休止）
- 10:10 ばんばひろふみ・聞いて賢くなろうよクイズ※
- 10:15 歌声ハーバーランド
- 10:20 おたかのシネマDEトーク
- 10:28 ラジオ関西交通情報
- 10:32 んげげのコーナー
- 10:55 ラジオ関西交通情報
- 11:00 ラジオ関西ニュース＆天気情報
- 11:05 ラジオ関西交通情報（提供:播州信用金庫）
- 11:07 知性の玉手箱※
- 11:22 大吉次・遥のベストセラーを読む（協力:ジュンク堂三宮店）※
- 11:30 生コマーシャル（株式会社えがおの商品紹介）
- 11:36 ラジオ関西交通情報
- 11:45 エンディング/その他プレゼントの当選者発表のコーナー※

## コーナー説明
コーナーについてはばんばひろふみ!ラジオ・DE・しょー!のコーナーを参照

## 公開放送・イベント
- 金曜日の長時間編成になってから、年に1回ほど午後の部について公開放送や番組関連のイベントが行われるようになった。生放送の場合は本番終了後、短い時間ではあるが出演者がサインや記念撮影に応じる。
  - 神戸元町・タイムズメリケン特設会場（2005年4月29日）（公開生放送）
  - 神戸三宮・さんちか夢広場特設スタジオ（2006年2月10日）（公開生放送）
  - 神戸新聞・松方ホール（2006年7月1日）（番組関連イベント）

### 番組とさんちかとの関係、その中でのハプニングについて
- 番組のエンディング「ばんばひろふみ～風に乗って」（2005年9月頃から）がさんちかの新しいイメージソングになったことから、2005年9月30日はバンバンが「さんちかときめきタイム」に生出演。
- また2006年2月10日には、前述の通りさんちか夢広場特設スタジオから生放送された。
- バンバンとおたかは過去に「バンバン・タカコのサテライトスペシャル」という番組を1974年に担当しており、この番組は当時さんちかからの放送だったことから、二人は実に32年ぶりのさんちかでのコンビ復活となった。この頃のバンバンはまだ「いちご白書をもう一度」を出す前（全然売れる前、「冬木立」の頃）で「あれが布石になった、さんちかで売れたようなもの」と話していた。

### ラジオデイズ　ハーバーランドの夕日
- 神戸新聞・松方ホールで2006年7月1日、「北野タダオ&アロージャズオーケストラwithばんばひろふみラジオデイズ　ハーバーランドの夕日」というタイトルの公開イベントを700人集めて行った。
  - イベントの前半は吉次の落語、こぎくの演歌、そして北野タダオとのトーク、後半は北野タダオ&アロージャズオーケストラwithばんばひろふみによるコンサートを開催した。

## 備考

### 放送開始○百回記念
- 2006年2月24日は100回記念ということもあり、それを記念し100人以上にプレゼントを贈るという企画を実行。
- 番組100回で放送時間は23ヶ月で700時間4000分。
- また土曜日時代から数えて500回、600回の時には記念の特別企画は何もなく、通常放送であった。
- 2008年1月25日は200回記念ということもあり、特製クオカードを作成。通算700通以上の申し込みがあった。
- 2010年1月1日は300回記念ということで、松竹梅として、1万円、5千円、3千円を各1名ずつにプレゼント。
- 2013年11月1日は500回を迎えたが、通常のプログラムで放送された。

### 青春フォーク☆FOREVER
- 2006年11月3日はフォークソング限定でホリデースペシャルとして電話リクエストを実行。スポンサーのついていないコーナーの多くをリクエスト枠に当てていた（ただしハーフタイムは通常通りであった）。
- 最後にかかった曲は、バンバンの「いちご白書をもう一度」。

### 神戸空港就航記念
- 神戸空港就航記念とバンバン・おたかの神戸観光大使任命記念ということで、東京以外の各都市（北海道、宮城、新潟、熊本、鹿児島、沖縄）の生ワイドに乱入。各生ワイドに各々3人にゴンチャロフのチョコレートを、1人に宿泊券をプレゼントを贈るという企画を実行した。金バンの中では当選者発表はなかった。
- 北海道HBC－一平・直子のほっとスマイル!（2006年7月21日）
- 宮城TBC－YAGIYAMA発 ラジオな気分（2006年7月21日）
- 熊本RKK－とんでるワイド　大田黒浩一のきょうも元気!（2006年7月28日）
- 新潟BSN－キンラジ（2006年7月28日）
- 鹿児島MBC－城山スズメ（2006年8月4日）
- 沖縄RBC－シャキッとi（2006年8月4日）

### ホームページについて
- 1998年7月30日に立ち上がって以来、ホームページは過去数回モデルチェンジしている。最近では2006年1月1日に変更され、その際にHPアドレスと掲載内容も新しくなった。

### 7時間40分時代の放送終了後
- 15:40から「健康ワンポイント」（ニッポン放送のネット番組）が、健康ワンポイント終了後はラジオ関西ニュース・天気情報が放送された。

### 年末年始の対応
- 長時間体制の時代は、年末年始の録音が不可能になり、年末年始の放送も生放送で対応せざるを得なくなった。*2007年1月5日の放送は、バンバンが2006年12月30日にビートルズの特別番組に出演したため、その代替で番組を欠席。
- 2008年1月4日の放送は、通常通りの生放送でバンバンも出席。
- 2009年1月2日の放送は、箱根駅伝の中継で番組は休み。
- 2010年1月1日の放送は、通常通りの生放送でバンバンも出席。（ちなみに番組の歴史の中で、元日の放送は2回目、前回はバンバンの出演シーンは録音）

## 過去のゲスト
知性の玉手箱・準レギュラー以外は、一度限りの出演を含む。

### 知性の玉手箱・準レギュラー
- 森本義晴（IVFなんばクリニック院長）
- 田中四郎（京都外国語大学名誉教授）
- 改発博明（デイリースポーツ部長）
- 桃田武司（神戸新聞社経済部長）
- 浜田善輝（愛称・はまさん、兵庫県のじぎく国体広報推進員、元ラジオ関西社員）
- 上村くにこ（甲南大学文学部教授）
- 寒川旭（産業技術総合研究所）
- 岡田清人（セントラル法律事務所弁護士）
- 和崎宏（愛称・こたつねこ、インフォミーム株式会社）
- 大八木淳史（スポーツコメンテーター）
- 正木明（気象予報士）
- 今泉太郎（医学博士）
- 久路流平(遊歩人)
- にしゃんた(経済学博士)
- 清原祥恵(中国長春中医薬大学　客員教授)
- やすみりえ（川柳作家、過去）

### 知性の玉手箱・その他のゲスト
- 武山峯久（京都竜馬会）
- 露の五郎兵衛（京都竜馬会）
- 眞山滋志（神戸大学副学長）
- 曽束政昭（旅行ライター、meets記者）
- 高士薫（神戸新聞社社会部長）
- 下釜正利（共同通信社神戸支局長）

2005年12月30日に出演する予定となっていたが、結局出演しなかった。
- 高林喜久生（関西学院大学経済学部教授）
- ジョージ岡崎（海洋学者）
- 塚本純司（日光・神戸アイスバックス社長）
- 柿木央久（ボサノバ評論家）
- 松崎昭（川崎重工業常務取締役）
- 南部栄三郎（神戸クルーザー会長）
- 南部真知子（神戸クルーザー社長）
- 平岡まさこ（神戸100年映画祭）
- 小曽根実（ハモンドオルガニスト）
- 堀浩司（ファイナンシャルプランナー）
- 達可仁（たつか　ひとし（社）日本ソムリエ協会認定　ワインアドバイザー）
- 難波孝宏（ウィーブ（株）代表）
- 萩本光威（神戸製鋼広報部）
- 内屋敷保（シネカノン神戸支配人）
- キム・イッキョン（ラブホテル研究家）
- 寒川旭（産業技術総合研究所）
- 山野孝義（サッカー解説者）
- 大野宗次席検事、佐々木夏織検事（神戸地方検察庁）
- 山崎世美子（離婚カウンセラー・作家）
- 中川邦夫（芦屋大学大学院教授・ソーラーカープロジェクト代表、工学博士）
- 山田直美（スクラップブッキングインストラクター）
- 吉村裕光（サクラクレパス）
- 岡田真美子（兵庫県立大学環境人間学部教授）
- 宇野マサシ（画家）
- 小畑延子（書家）
- 西田英之（兵庫病院薬剤師会会長）
- 松島哲也（（株）日本食品エコロジー研究所　代表取締役）
- 尾藤仁美（（株）日本食品エコロジー研究所　検査部）
- 山本富造（山本化学工業）
- 加藤恵正（兵庫県立大学経済経営研究所教授）
- EPO（歌手）
- 石橋知也（ファイナンシャルプランナー）

### 芸能人
- 三宅裕司（スーパーエキセントリックシアター）
- 小倉久寛（同上）
- キャシー中島
- 谷村新司
- 谷五郎（年に1回、1月に自身のワイド番組のツアーの宣伝のため出演する）
- 長江健次
- 海原はるか・かなた
- 梅垣義明
- 立原啓裕（2006年3月に自身の担当するワイド番組の宣伝のため出演する）
- 森川みどり(シネマコミュニケーター)
- 今井雅之
- 小山乃里子

### 歌手（午後の部）
- 松下里美（現・松下サトミ、ヴォーカリスト）

土曜バンバン時代のレギュラー、現在の枠にはレギュラーとしては一度も出演していないが、ゲストとして出演あり。
- 大江千里 (アーティスト)
- 久保田洋司（シンガーソングライター）
- 因幡晃
- 古川忠義（ギタリスト）
- 倭製ジェロニモ&ラブゲリラエクスペリエンス
- Les.R
- 松下萌子
- 斉藤哲夫
- 城ノ内ミサ
- 岸田智史
- 山根康広
- 高山厳
- ビリケン (歌手)
- 川井郁子(ヴァイオリニスト)
- エンキ(中国琵琶アーティスト)
- 弐本恩太（シンガーソングライター）
- 大西ユカリ
- 中山ラビ
- 佐川満男
- 吉川忠英（ギタリスト）
- 井上尭之
- 伍芳（ウーファン、中国古筝奏者)
- 伍代夏子
- 大上留利子
- 多田周子（童謡歌手）

### その他のゲスト
- 小川孝夫（和歌山放送アナウンサー）
- 小柴麻子（新潟ポートクイーン）

### ピンチヒッター（ばんばが休みの際に登場する）
- 兵藤ゆき（2004年・8月）、（2006年8月11日、但し午後以降の出演）
- 杉田二郎（2005年2月18日）
- 露の団六（金曜バンバン時代）
- 三浦和人(雅夢)（2007年1月5日、但し午後以降の出演）など

## 番組グッズ

### 現在
- 「「ん」の付くステッカー「んステ」」（土曜バンバン時代から）
  - 一時、「んステ」のプレゼントを中止していたが、再びメッセージを読まれたリスナー全員にプレゼントされる。ちなみに現在はピンクベースの2代目。（初代は緑ベースのステッカーだった。）

### 過去
- 「エコバッグ」（金曜バンバン時代から、川柳の当選者に贈られていた。）
- 「戦え!ベアレンジャー!」
- 「かめろん（カ・メロン）」（2007年9月末まで午後のプレゼント、3人にプレゼント）
  - かめ＆めろんでかめろん。幸せになると噂。
- 「ミニぶた」（サンアンドスター・オープニングのクイズの当選者に2007年9月末まで送られた。）
  - 愛称・「交尾豚」又は「コンビブタ」。白と黒の二色の豚のため。推定、直径2センチ。長さ5センチのミニブタ。鼻の部分がくさりでつながっている。
- 「5色のパンダ(ラジ関戦隊・金曜パンパンPANDAでしょ??) 」（この5匹はラジオ・DE・しょー!の治安を守るだけでなく、カルトクイズに答えて正解すると、2007年9月末まで当選者に送られた。）
  - ブルーパンダー・みんなのリーダー
  - グリーンパンダー・だれより力持ち
  - ピンクパンダー・心優しき戦士
  - イエローパンダー・だれよりも足が速いぞ
  - パンダねずみ・影が薄いぞ
- 「らびっけ」（一日共通）
  - 「毛虫」ともよばれるらびっけさんたちは、いろいろな色合いで、いろいろな表情がある。3cmくらいでふにゃふにゃぐにゃぐにゃしている。
- 「福竜」（午前のプレゼント、メッセージを読まれた人の中から2人にプレゼント）
  - 白いボディーにふわふわとしたひげ。思わず「すりすり」したくなるようなありがたいそのお姿こそが「福龍」。おしりにひもがついている。それをひっぱると・・・・・。
- 「バーバパパ」（カルトクイズに答えて正解すると、2007年10月から当選者に送られる。）
  - ☆のかたちで手にとるだけで、なんだかわらってしまう癒しグッズ。赤・黄色・ピンクの3色。
- 「ビッグ　フェイス　ドッグ」」（オープニングのクイズの当選者に2007年10月から送られる。）
  - ビーグル・フレンチブルドッグ・ウエツシュコーギー・ブルテリア・ミニチュアダックスの5種類。どの子がお家へ行くかはお楽しみにとのこと。

### 送付用紙
- 様々な番組で用意されているプレゼントには、必ず一言書き添えられた用紙がついているが、この番組はちょっと変わっていて、以下の通り。
  - ご当選おめでとうございます！
  - いつも「ばんばひろふみ!ラジオDEしょー!」をご愛聴いただきありがとうございます。このたび、まんちゃこの応募者の中から、○○のご当選と相成りました。（本のプレゼントの場合は手書きで※ご感想お待ちしております、と書かれてある。）
  - さわやかな金曜の朝から午後にかけて、にぎやかにおとどけしている「ばんばひろふみ!ラジオDEしょー!」ですが、さらなる活気を求め新規サポーターの方を受付中でございます。
  - あなた様の周囲に、不幸にして「ばんばひろふみ!ラジオDEしょー!」をご存知ない、幸せを求められている方がおられましたら、是非とも、普及に務めていただきたく存じます。
  - 聞くだけで「ん」がつく「ばんばひろふみ!ラジオDEしょー!」を今後ともよろしくお願いいたします。

## 以前に同時間帯に放送された番組
- 土曜バンバン!やってもいいかな?!（1995年4月8日～2000年3月25日までの259回）
- 金曜バンバン ゴメンネ!?ばんばひろふみDE（2000年4月7日～2004年3月26日までの208回）

## 外部データ
- ばんばひろふみ!ラジオ・DE・しょー!ブログ（2011年4月～現在）